# Лэйчжоу (полуостров)
Лэйчжо́у (кит. упр. 雷州半岛, палл. Лэйчжоубаньда́о) — полуостров на юге Китая, в провинции Гуандун; назван по занимавшей его территорию в средние века Лэйчжоуской области. На юге отделяется проливом Хайнань от острова Хайнань. С запада омывается заливом Бакбо, с востока — основной акваторией Южно-Китайского моря. Длина — 130 км, ширина до 70 км. Рельеф полуострова представляет собой холмистую равнину, высотой до 272 м. Флора представлена саваннами, тропическими и мангровыми лесами. На полуострове развито растениеводство, водятся тигры. В древности на полуострове в качестве божества почиталась собака, с той поры здесь сохранилось свыше 10 000 каменных изваяний собак.